# Geesteren (Gueldre)
Pour les articles homonymes, voir Geesteren.
Geesteren est un village appartenant à la commune néerlandaise de Berkelland. Le 1er janvier 2007, le village comptait 1 320 habitants.

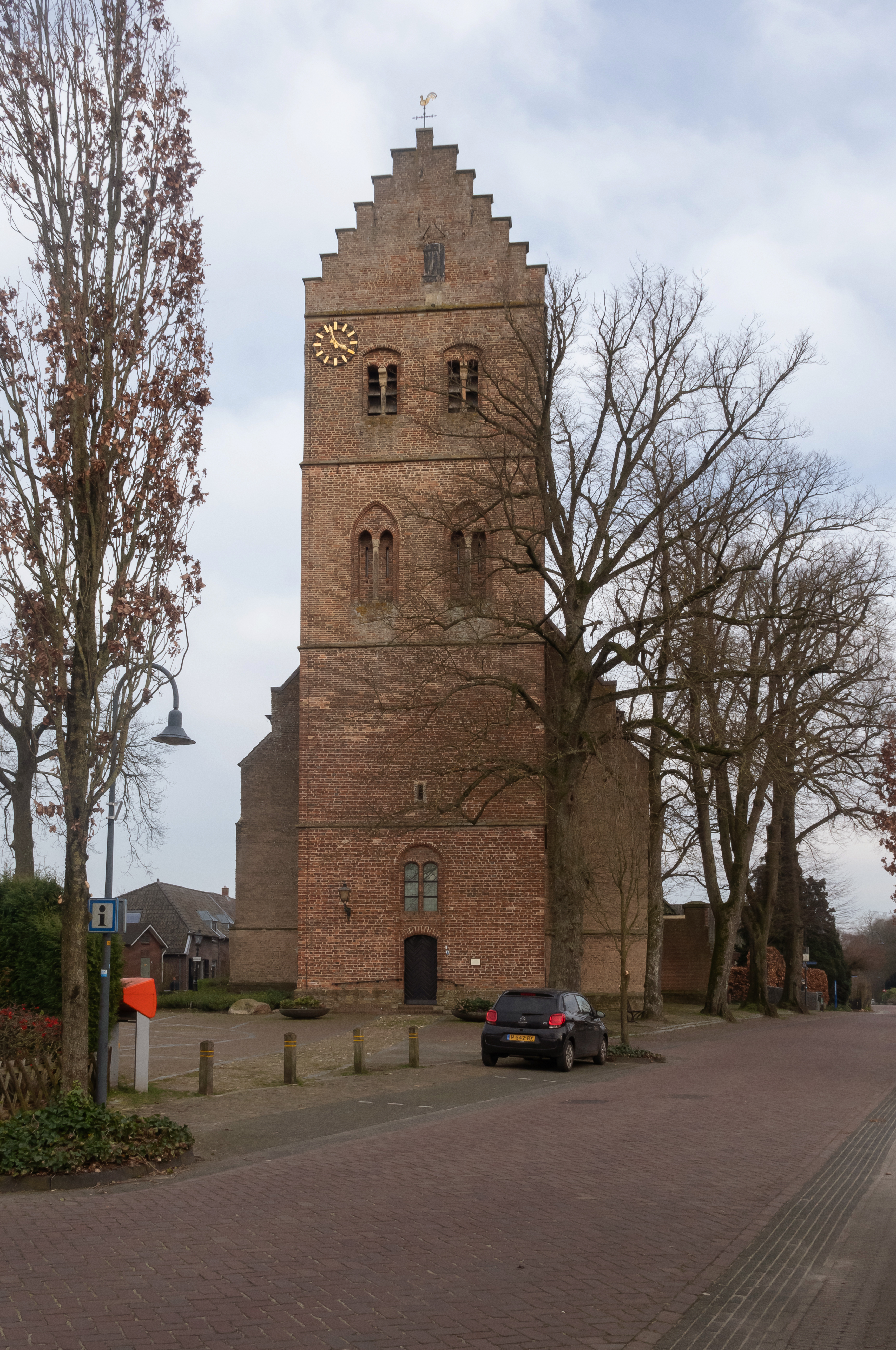
L'église protestante

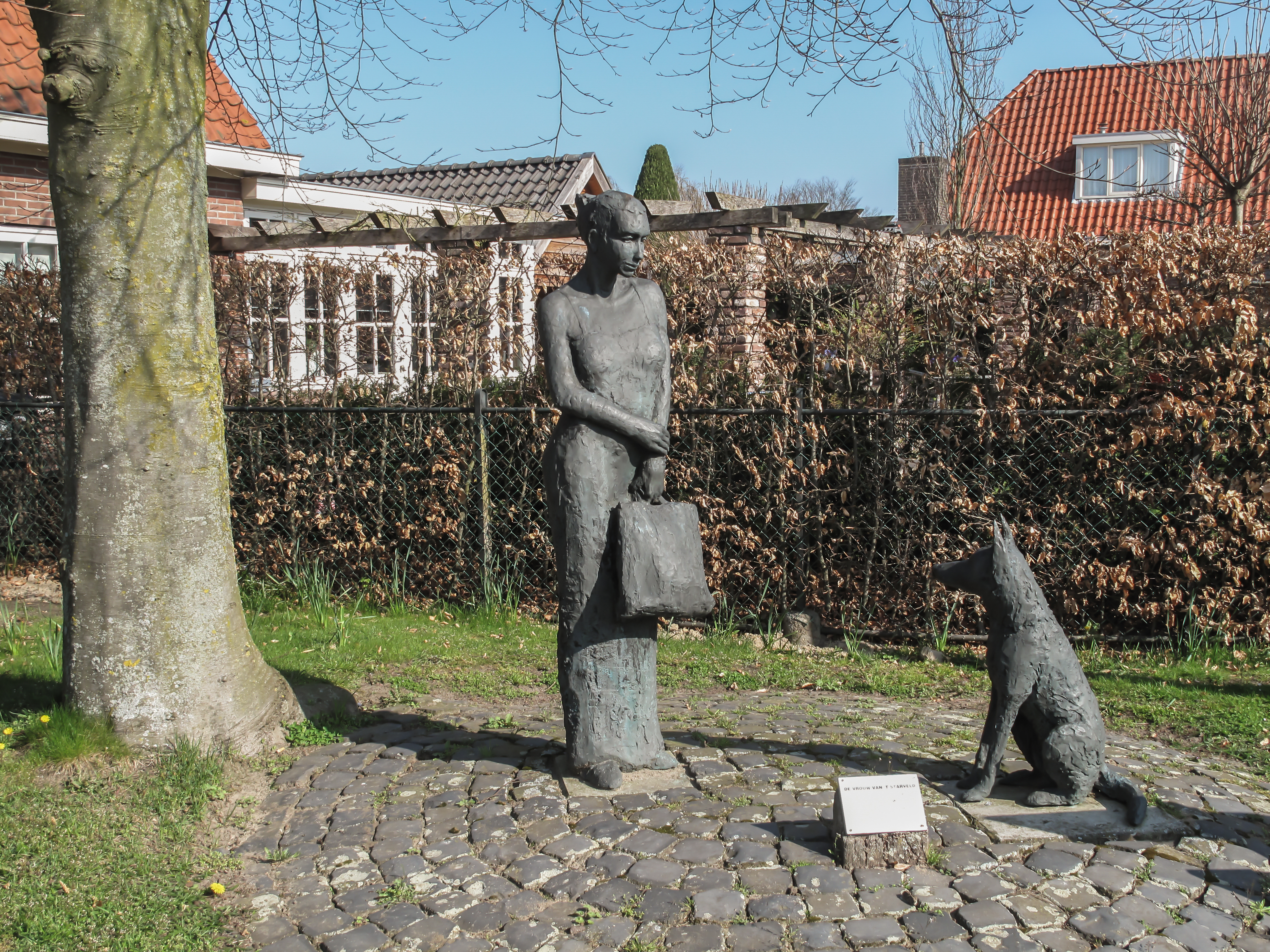
La sculpture (de Vrouw van 't Starveld)